# R&F Guangdong Building
Le R&F Guangdong Building, aussi appelé Tianjin R&F Guangdong Tower est un gratte-ciel en construction depuis 2012 dans la municipalité autonome de Tianjin en Chine. La construction est actuellement suspendue.